# Dodge Custom
Dodge Custom — четырёхдверный седан среднего класса, производившийся с 1946 по 1949 год американскими компаниями Dodge и Chrysler. Вытеснен с конвейера моделью Dodge Coronet. 

## D11/D14/D17/D19/D22
Первый прототип автомобиля Dodge Custom был представлен в октябре 1938 года под названием Dodge D11. Всего было произведено 10 купе и 17 седанов. В 1940 году модификации подразделялись на D14 Luxury Liner Deluxe и D17 Luxury Liner Special.

## Custom&Deluxe
Автомобиль Dodge Custom и Dodge Deluxe серийно производились с 1946 года, причём в 1947 и 1949 годах модели были модернизированы. Производство завершилось 1 декабря 1949 года.

## Галерея

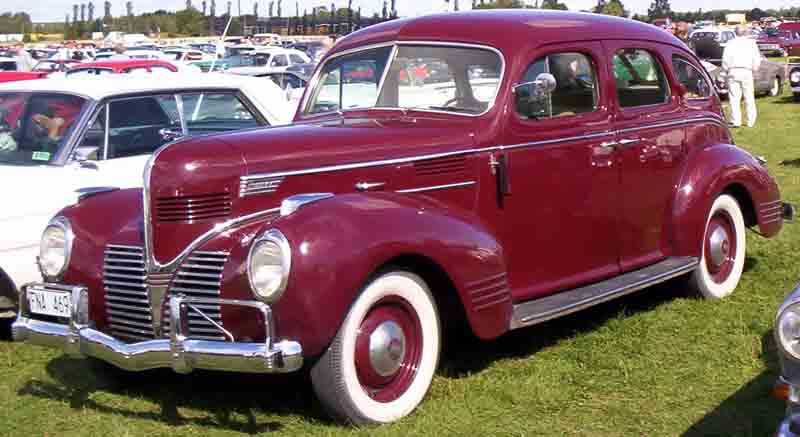
Dodge D11
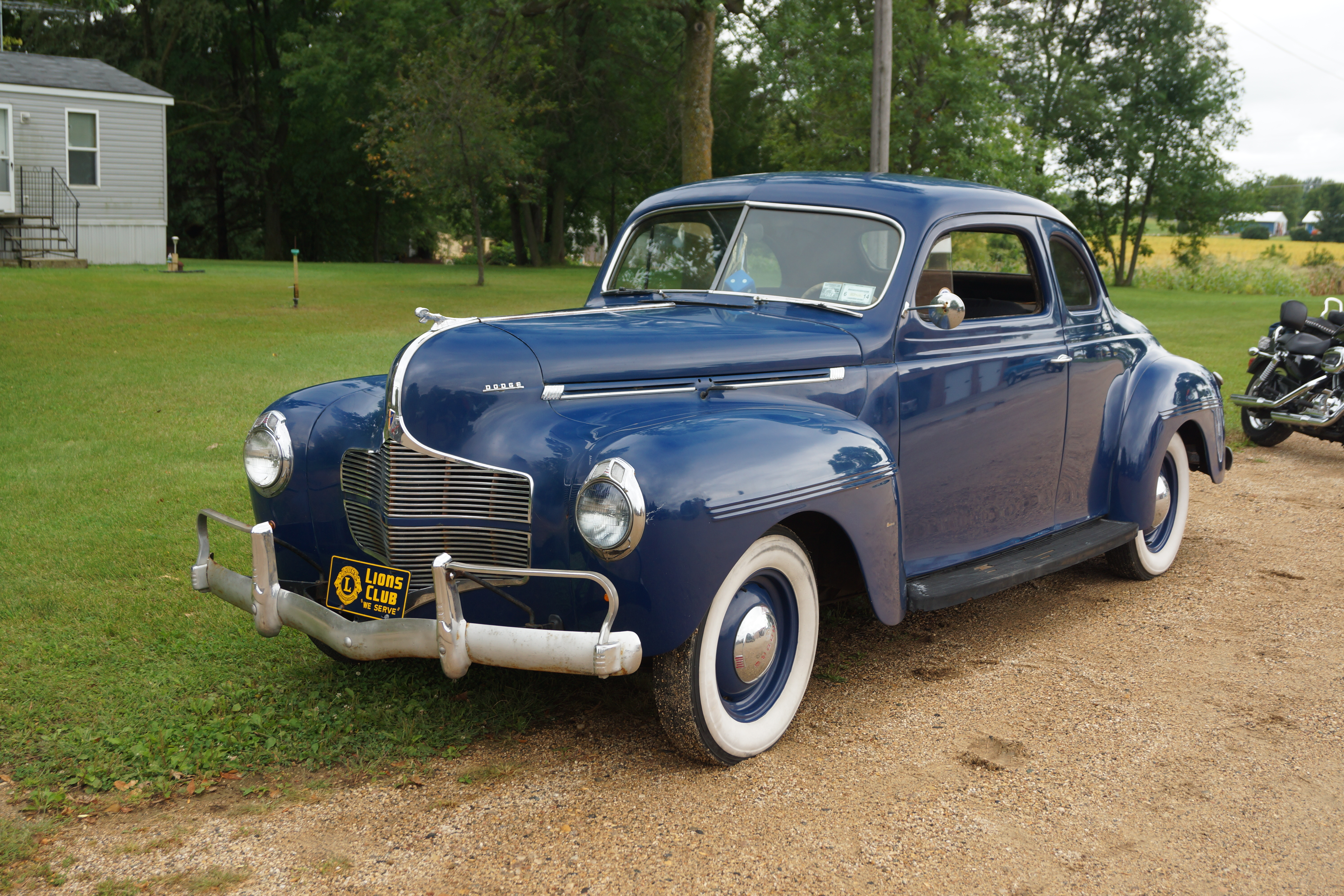
Dodge D14
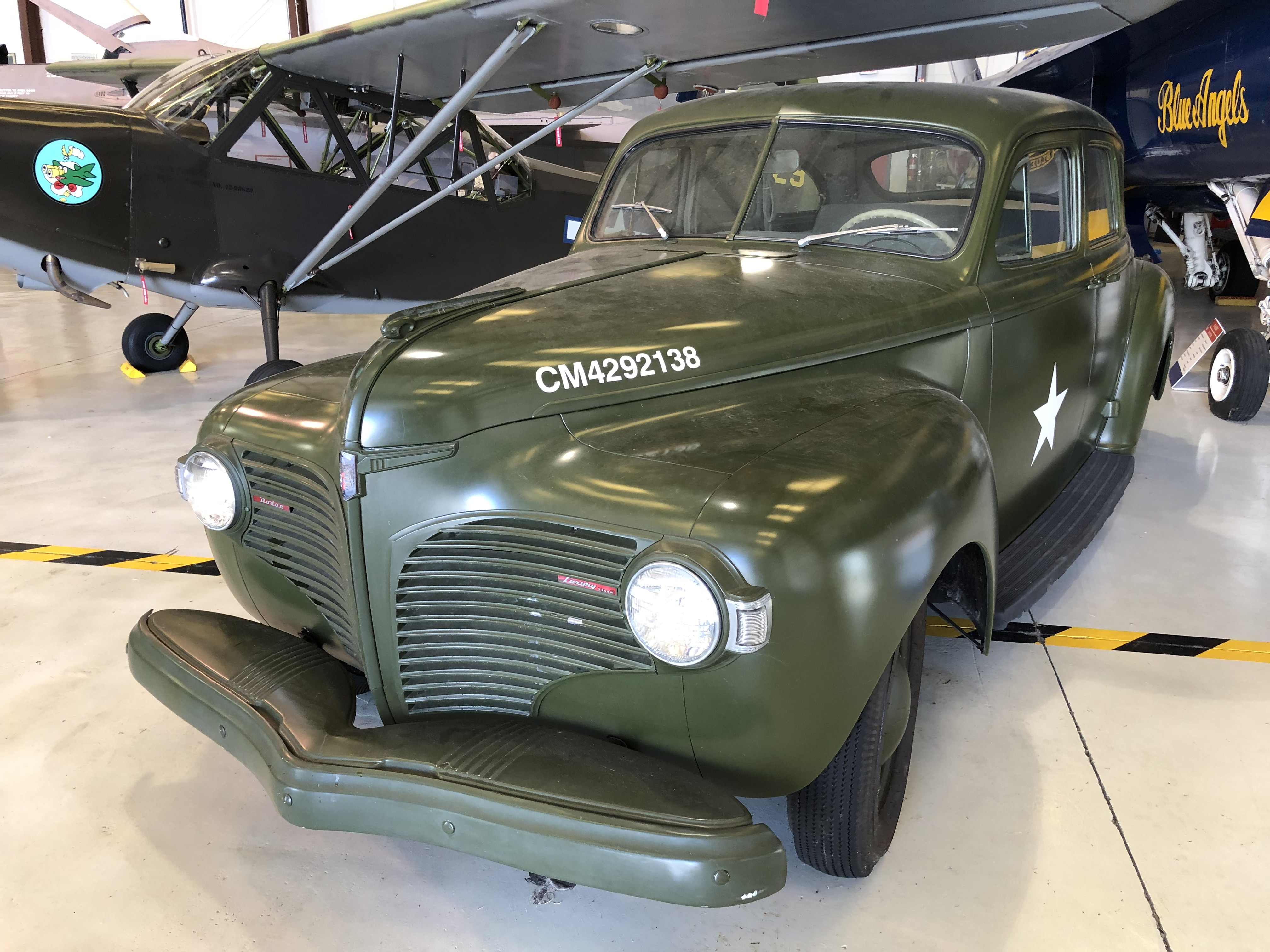
Dodge D19
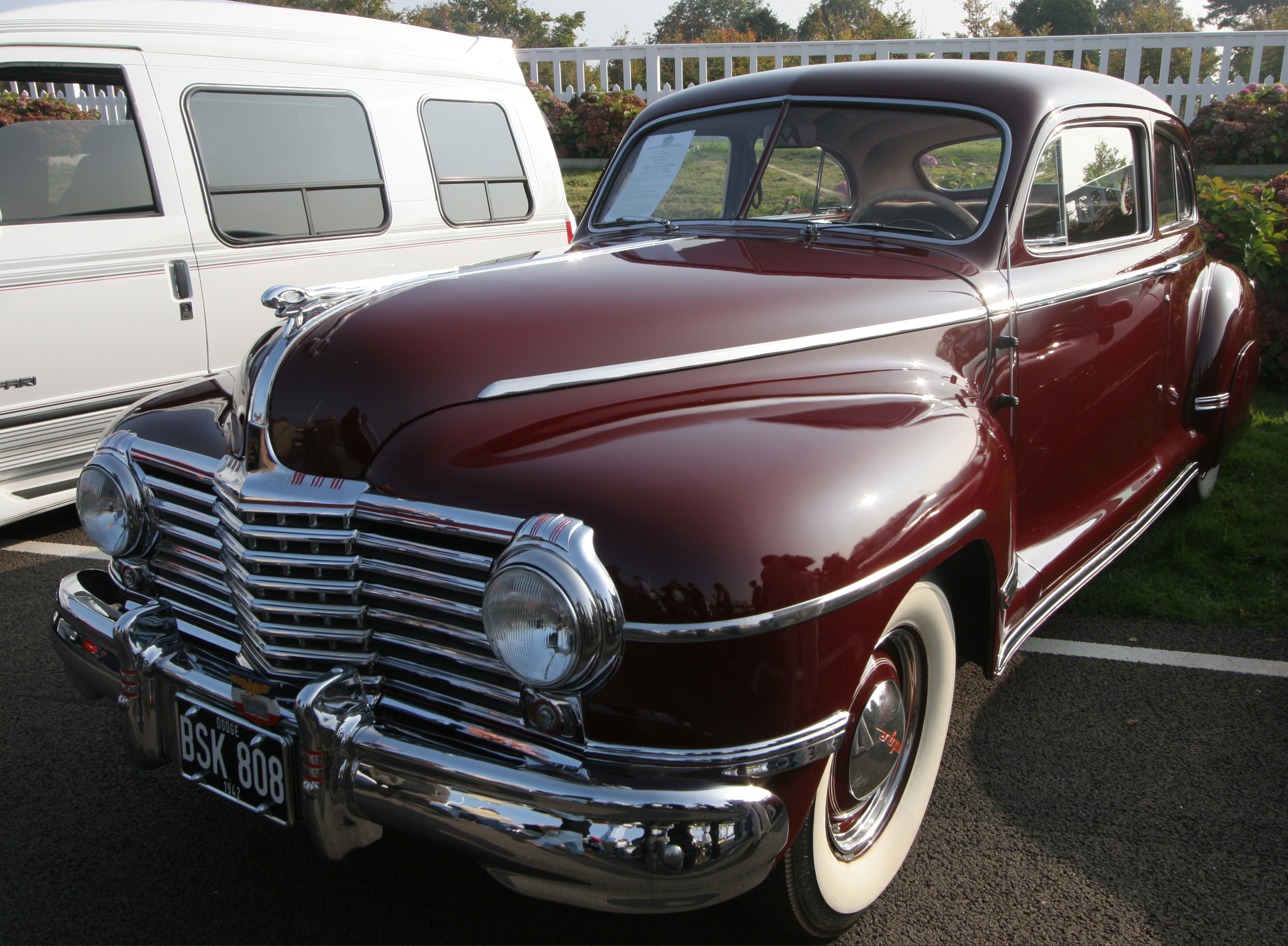
Dodge D22
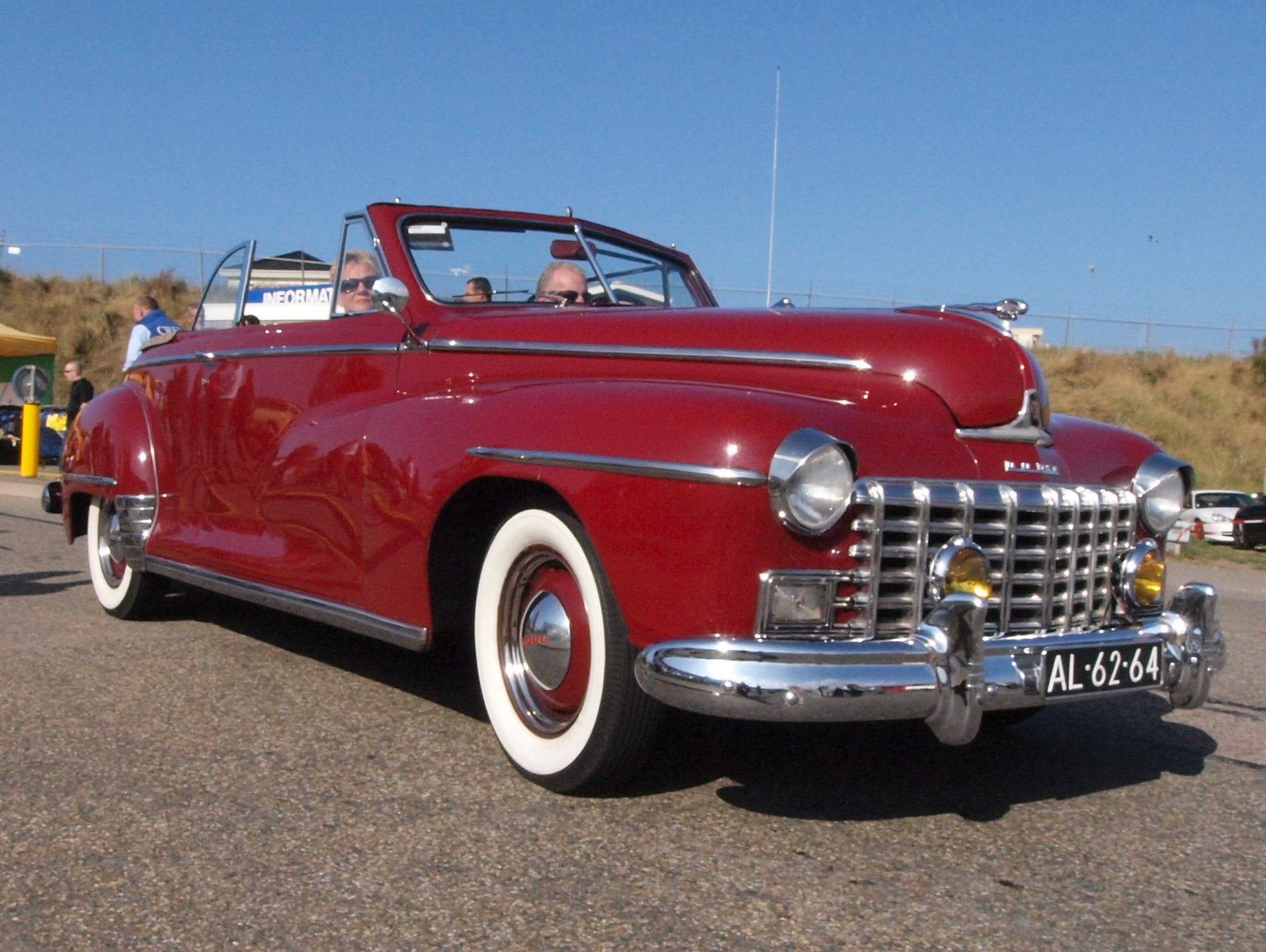
Кабриолет
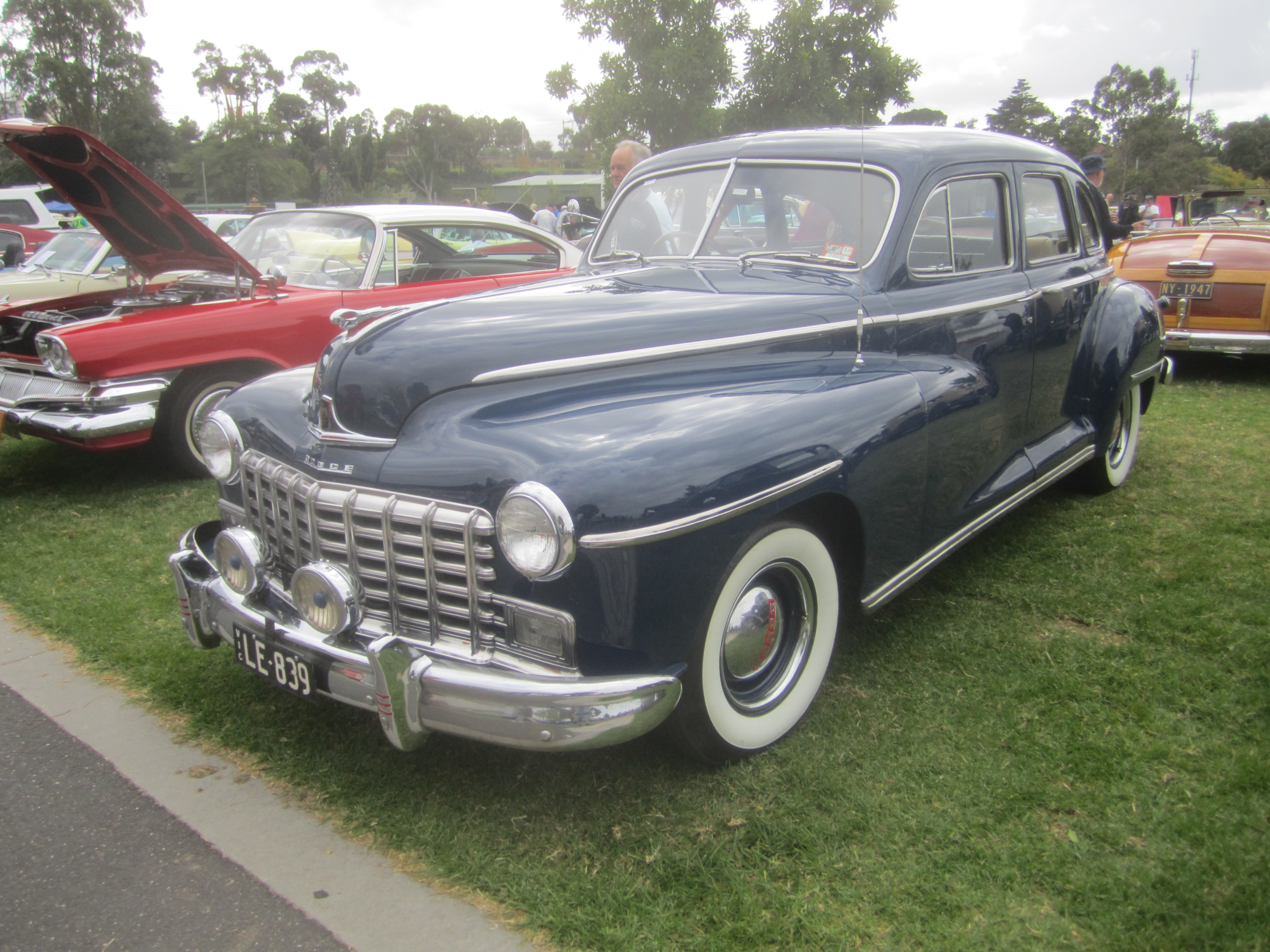
Dodge Custom
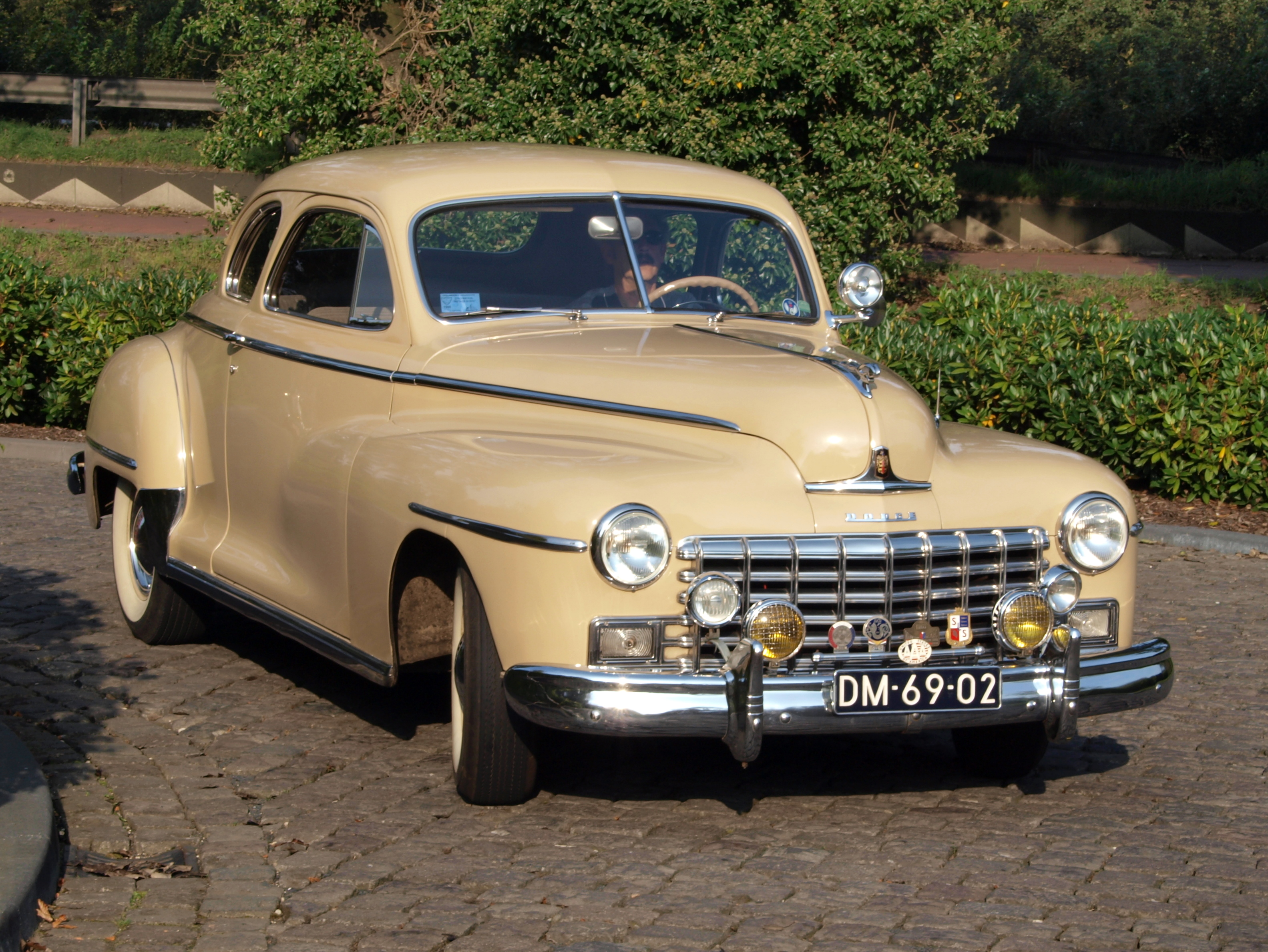
Dodge Custom
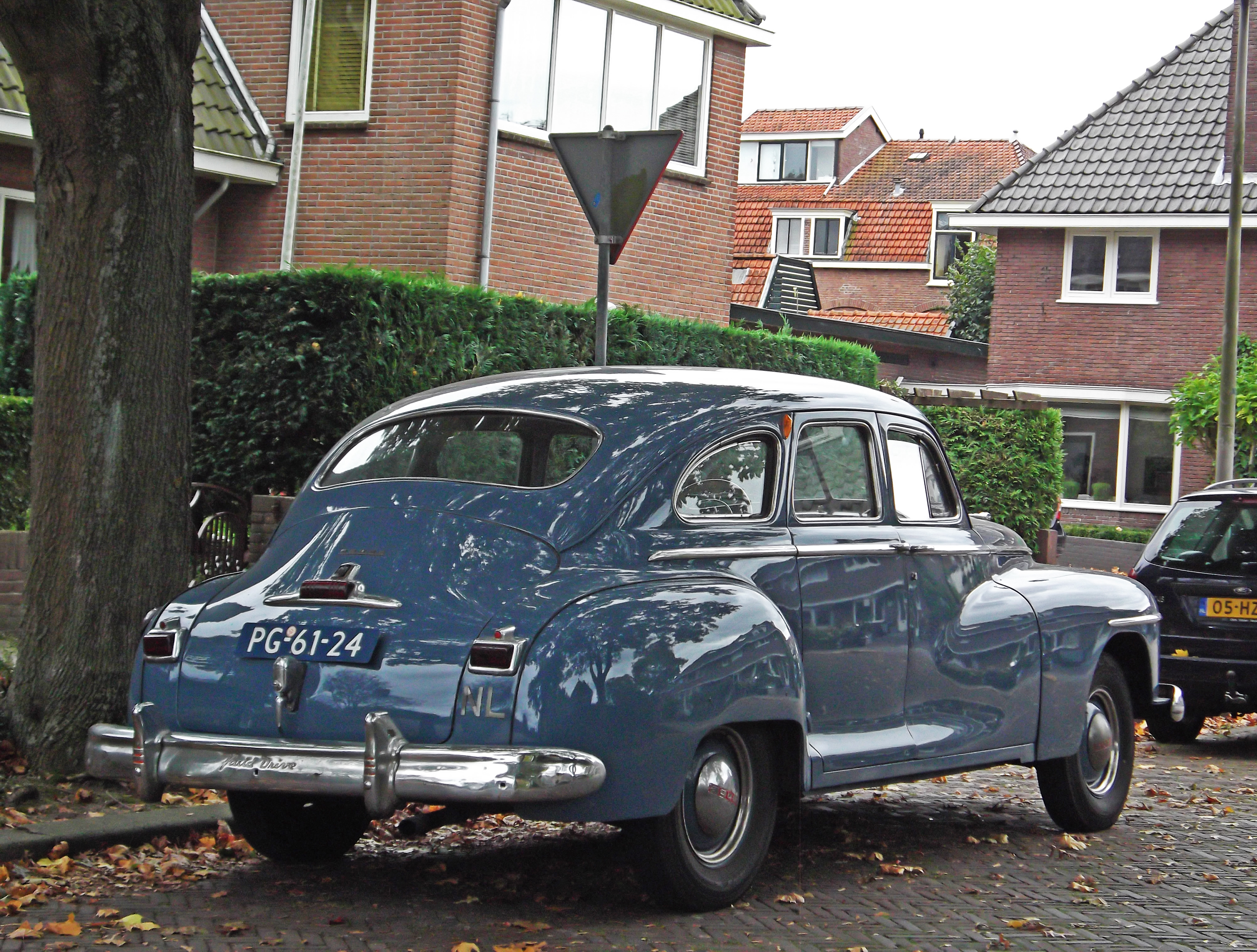
Dodge Custom
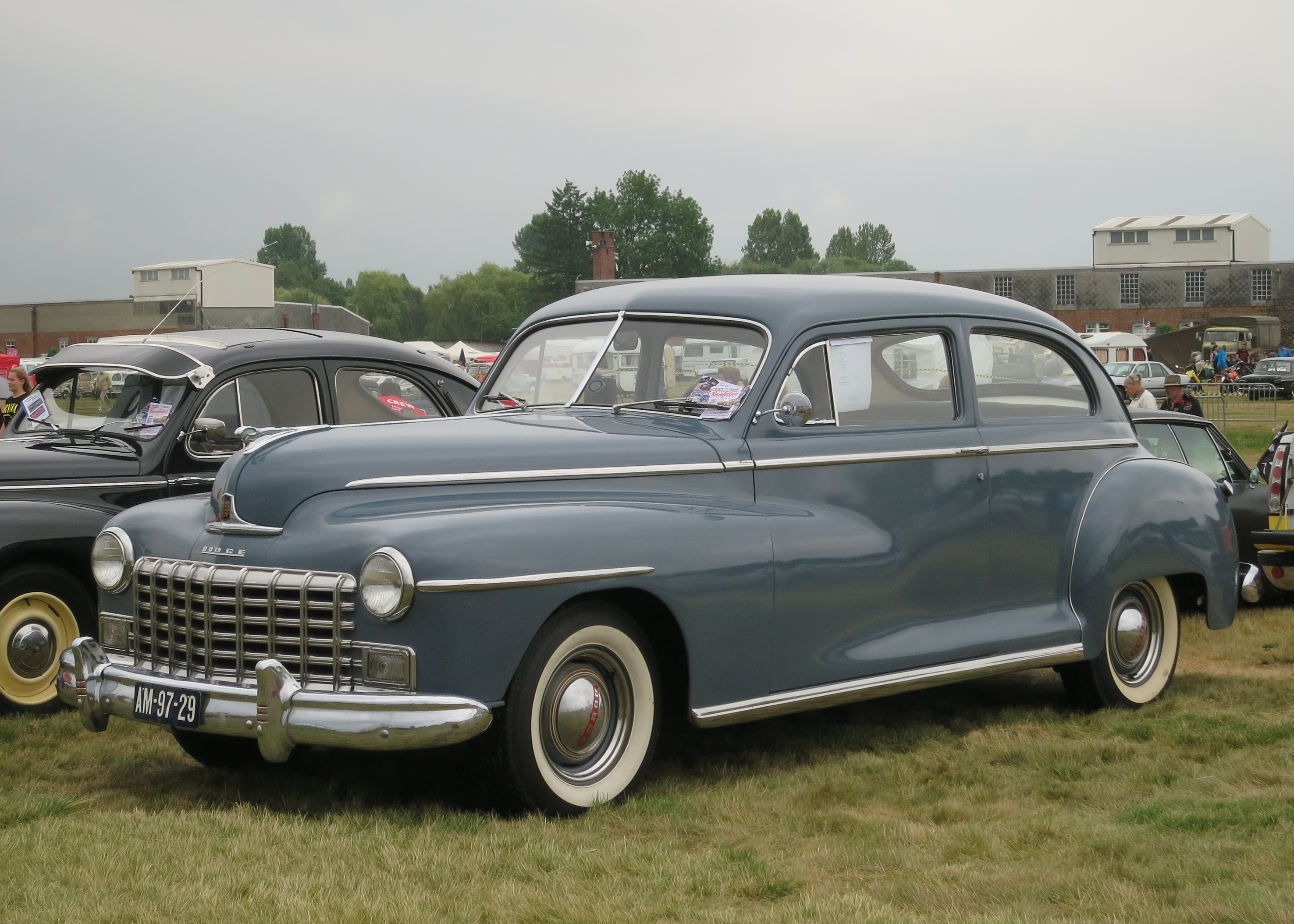
Dodge DeLuxe
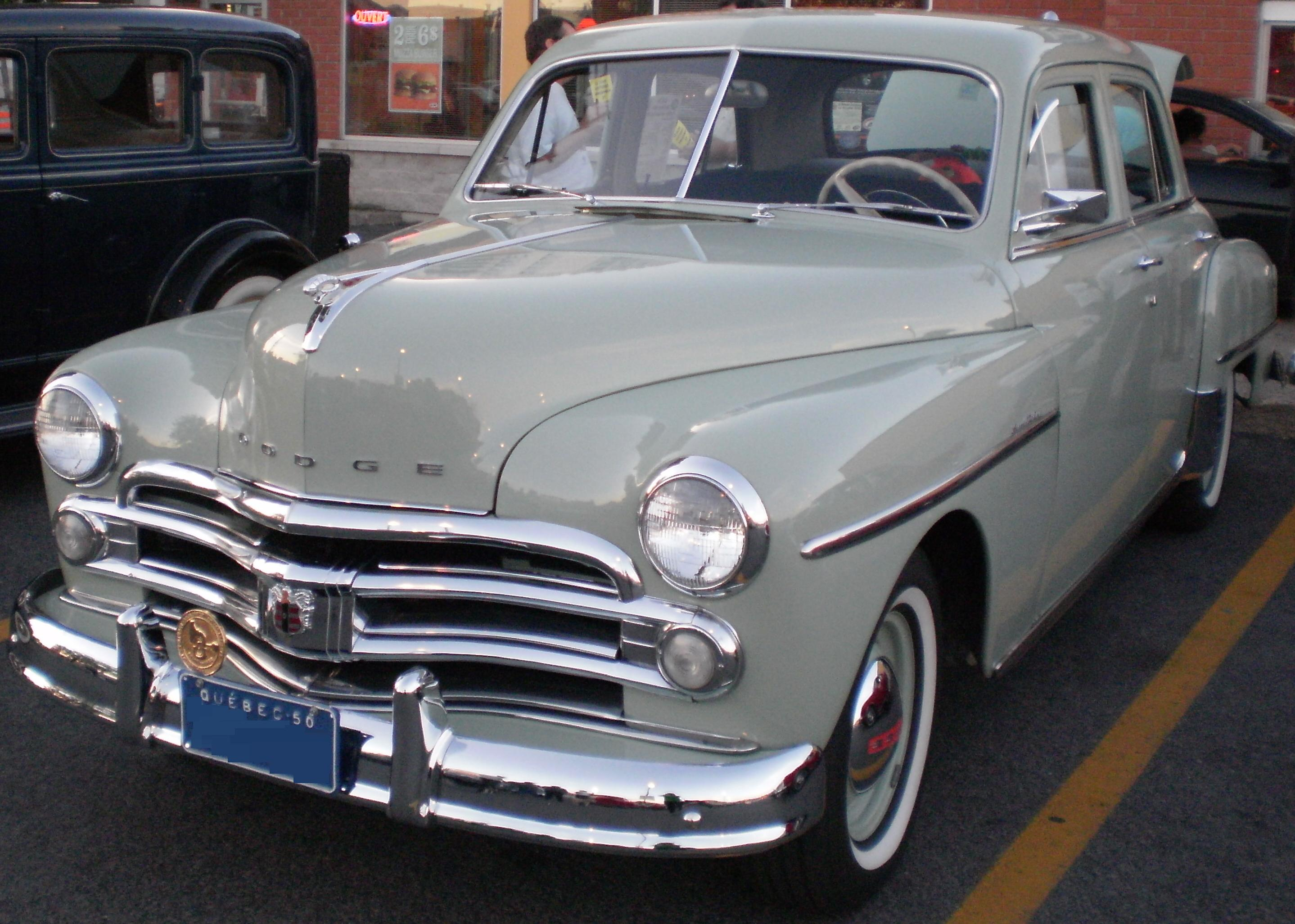
Dodge Deluxe в Канаде